# Campeonato Mundial de Atletismo de 2007 - Revezamento 4x400 m feminino
A competição dos 4x400 metros feminino no Campeonato Mundial de Atletismo de 2007 foi realizada no Estádio Nagai, em Osaka, no Japão, entre os dias 1 de setembro e 2 de setembro de 2007.

## Recordes
Antes desta competição, os recordes mundiais e do campeonato nesta prova eram os seguintes:
| Tipo                  | Atleta          | Tempo   | Local     | Data                 |
| --------------------- | --------------- | ------- | --------- | -------------------- |
|                       | União Soviética | 3:15.17 | Seul      | 1 de outubro de 1988 |
| Recorde do campeonato | Estados Unidos  | 3:16.71 | Stuttgart | 22 de agosto de 1993 |

## Medalhistas
| Ouro | Prata | Bronze                                                                                             |
| Estados Unidos · DeeDee Trotter · Allyson Felix · Mary Wineberg · Sanya Richards · Monique Hennagan* · Natasha Hastings* | Jamaica · Shericka Williams · Shereefa Lloyd · Davita Prendergast · Novlene Williams · Anastasia Le-Roy* | Grã-Bretanha · Christine Ohuruogu · Marilyn Okoro · Lee McConnell · Nicola Sanders · Donna Fraser* |

*Correram apenas as eliminatórias, mas receberam medalhas

## Calendário
Todos os horários estão no horário local (UTC+9)
| Data          | Horário | Fase          |
| ------------- | ------- | ------------- |
| 1 de setembro | 20:05   | Eliminatórias |
| 2 de setembro | 20:30   | Final         |

## Resultados

### Eliminatórias
Qualificação: Os 3 primeiros de cada bateria (Q) e os 2 melhores tempos (q) avançam para as finais. 
| Pos. | Bateria | Nacionalidade  | Atletas                                                                          | Tempo   | Notas                |
| ---- | ------- | -------------- | -------------------------------------------------------------------------------- | ------- | -------------------- |
| 1    | 2       | Estados Unidos | DeeDee Trotter, Monique Hennagan, Mary Wineberg, Natasha Hastings                | 3:23.37 | Q,                   |
| 2    | 1       | Rússia         | Yelena Migunova, Natalya Nazarova, Lyudmila Litvinova, Tatyana Levina            | 3:23.49 | Q,                   |
| 3    | 1       | Bielorrússia   | Yulyana Yushchanka, Iryna Khliustava, Anna Kozak, Sviatlana Usovich              | 3:25.14 | Q                    |
| 4    | 2       | Grã-Bretanha   | Lee McConnell, Donna Fraser, Marilyn Okoro, Nicola Sanders                       | 3:25.45 | Q,                   |
| 5    | 1       | Jamaica        | Shericka Williams, Anastasia Le-Roy, Davita Prendergast, Shereefa Lloyd          | 3:26.14 | Q,                   |
| 6    | 2       | Polónia        | Agnieszka Karpiesiuk, Grażyna Prokopek, Zuzanna Radecka, Anna Jesień             | 3:26.45 | Q                    |
| 7    | 1       | Cuba           | Aymée Martínez, Daimí Pernía, Zulia Calatayud, Indira Terrero                    | 3:27.04 | q,                   |
| 8    | 2       | México         | Zudikey Rodriguez, Gabriela Medina, Nallely Vela, Ana Guevara                    | 3:27.14 | q,                   |
| 9    | 1       | Nigéria        | Folashade Abugan, Christy Ekpukhon Ihunaegbo, Olouma Nwoke, Sekinat Adesanya     | 3:27.97 | Recorde da temporada |
| 10   | 2       | França         | Thélia Sigère, Marie-Angélique Lacordelle, Phara Anacharsis, Solen Désert        | 3:29.87 |                      |
| 11   | 2       | Japão          | Sayaka Aoki, Asami Tanno, Satomi Kubokura, Mayu Kida                             | 3:30.17 | Recorde nacional     |
| 12   | 1       | Ucrânia        | Nataliya Pyhyda, Antonina Yefremova, Olha Zavhorodnya, Oksana Shcherbak          | 3:30.76 |                      |
| 13   | 2       | Brasil         | Maria Laura Almirão, Emily Pinheiro, Sheila Ferreira, Josiane Tito               | 3:34.34 |                      |
| 14   | 1       | Roménia        | Taisia Crestincov, Liliana Popescu, Elena Mirela Lavric, Ionela Târlea-Manolache | 3:35.69 |                      |
| 99 ! | 2       | Índia          | Mandeep Kaur, Manjeet Kaur, Chitra K. Soman, Iyleen Samantha Lawrence Anthony    | DSQ     |                      |

### Final
A final ocorreu dia 2 de setembro às 20:30. 
| Pos.              | Nacionalidade  | Atletas                                                                   | Tempo   | Notas                |
| ----------------- | -------------- | ------------------------------------------------------------------------- | ------- | -------------------- |
| Medalha de ouro   | Estados Unidos | DeeDee Trotter, Allyson Felix, Mary Wineberg, Sanya Richards              | 3:18.55 | Melhor marca do ano  |
| Medalha de prata  | Jamaica        | Shericka Williams, Shereefa Lloyd, Davita Prendergast, Novlene Williams   | 3:19.73 | Recorde nacional     |
| Medalha de bronze | Grã-Bretanha   | Christine Ohuruogu, Marilyn Okoro, Lee McConnell, Nicola Sanders          | 3:20.04 | Recorde nacional     |
| 4                 | Rússia         | Lyudmila Litvinova, Natalya Nazarova, Tatyana Veshkurova, Natalya Antyukh | 3:20.25 | Recorde da temporada |
| 5                 | Bielorrússia   | Yulyana Yushchanka, Iryna Khliustava, Ilona Usovich, Sviatlana Usovich    | 3:21.88 | Recorde nacional     |
| 6                 | Polónia        | Zuzanna Radecka, Grażyna Prokopek, Ewelina Sętowska-Dryk, Anna Jesień     | 3:26.49 |                      |
| 7                 | Cuba           | Aymée Martínez, Daimí Pernía, Zulia Calatayud, Indira Terrero             | 3:27.05 |                      |
| 8                 | México         | Zudikey Rodriguez, Gabriela Medina, Nallely Vela, Ana Guevara             | 3:29.14 |                      |

Legenda
| Recorde mundial       | Recorde mundial (World record)               |                       | Recorde africano                      | Recorde africano (African) |                                           | Q | Classificado por posição (Qualified) |
| Recorde do campeonato | Recorde do campeonato (Championship record)  | Recorde da América    | Recorde da América (Americas)         | q                          | Classificado por melhor tempo (Qualified) |   |                                      |
| Melhor marca do ano   | Melhor marca do ano (World leading)          | Recorde asiático      | Recorde asiático (Asian)              | DNS                        | Não largou (Did not start)                |   |                                      |
| Recorde nacional      | Recorde nacional (National record)           | Recorde europeu       | Recorde europeu (European)            | DNF                        | Não terminou (Did not finish)             |   |                                      |
| Recorde pessoal       | Recorde pessoal do atleta (Personal best)    | Recorde da Oceania    | Recorde da Oceania (Oceania)          | DSQ / DQ                   | Desclassificado (Disqualified)            |   |                                      |
| Recorde da temporada  | Recorde da temporada do atleta (Season best) | Recorde sul-americano | Recorde sul-americano (South America) | NM                         | Sem marca (No mark)                       |   |                                      |